# Арберген
Арберген (њем. Aarbergen) општина је у њемачкој савезној држави Хесен. Једно је од 17 општинских средишта округа Рајнгау-Таунус. Према процјени из 2010. у општини је живјело 6.104 становника. Посједује регионалну шифру (AGS) 6439001, NUTS (DE71D) и LOCODE (DE AAR) код.

## Географски и демографски подаци
Арберген се налази у савезној држави Хесен у округу Рајнгау-Таунус. Општина се налази на надморској висини од 230 метара. Површина општине износи 33,9 km².

## Становништво
У самом мјесту је, према процјени из 2010. године, живјело 6.104 становника. Просјечна густина становништва износи 180 становника/km².